# Малоритский район
Малори́тский райо́н (бел. Маларыцкі раён) — административная единица на юго-западе Брестской области Республики Беларусь. Административный центр — город Малорита.
Численность населения — 22 213 человек (на 1 января 2025 года).

## География
Территория 1374 км² (15-е место среди районов), на сельхозугодья приходится 597 км², на лесные массивы — 608 км². 99 % территории района находится на высоте 150—170 м над уровнем моря, наивысший пункт 189 м (в 4 км на юг от Малориты). Поверхность — плоская равнинная с отдельными участками холмистых форм. Преобладают заболоченные дерново-карбонатные почвы, дерново-подзолистые заболоченные, торфяно-болотные.
Основные реки — Рита и Малорита, основные озера — Ореховское, Олтушское и Малое, а также Луковское водохранилище.
Из полезных ископаемых встречаются железные руды, кирпичные глины и сапропели, торф, силикатные и строительные пески, открыто крупное месторождение мела.
Малоритский район граничит с Брестским районом на западе, Жабинковским районом на севере, Кобринским районом на востоке, а также с Ковельским районом Волынской области Украины на юге. Несколько населённых пунктов в семи сельсоветах входят в пограничную зону, для которой Государственный пограничный комитет Республики Беларусь установил специальный режим посещения.

## Геральдика
Герб и положение о нём утверждены решением Малоритского районного исполнительного комитета от 28 июля 1998 года № 564. Герб зарегистрирован в Гербовом матрикуле Республики Беларусь 6 августа 1998 года № 18.

## История
Район образован 15 января 1940 года (центр — город Малорита) в составе Брестской области.
- 12 октября 1940 года был разделён на 11 сельсоветов: Ореховский, Болшая Рита, Гвознитский, Збуражский, Луковский, Ляховетский, Масевитский, Мокранский, Олтушский, Радьежский, Хотиславский.
- С начала июня 1941 года по июль 1944 года — был оккупирован немецко-фашистскими захватчиками. В Малорите и районе оккупанты загубили 3349 человек, полностью или частично сожгли шеренгу деревень. На территории района действовали партизанские бригады имени Ленина, имени Сталина, «За Родину», имени А. К. Флегантова, отдельные отряды имени Ворошилова, имени ПЛ.Волькова, спецгруппа «Искра», Малоритско-Домачовский подпольный мижрайком КП(б)Б, подпольные райкомы КП(б)Б и ЛКСМБ.
- 16 июля 1954 года были отменены Збуражский, Ляховетский, Масевитский и Радьежский сельсоветы.
- 8 августа 1959 года к району присоединены Восовский и Чернянский сельсоветы Дивинского района.
- 25 декабря 1962 года Малоритский район был упразднён; г. Малорита, сельсоветы Ореховский, Большая Рита, Гвознитский, Луковский, Мокранский, Олтушский и Хотиславский вошли в состав Брестского района[8]. Восовский и Чернянский сельсоветы Малоритского района переданы образованному Кобринскому району.
- 6 января 1965 года район был восстановлен.
- В 1960-е — 1980-е годы в Малоритском районе базировался 44-й ракетный полк, оснащённый баллистическими ракетами Р-12[9].
- 23 декабря 1970 года Малорита был преобразован в город районного подчинения.

20 октября 1995 года административные единицы Малоритский район и город Малорита, имеющие общий административный центр, объединены в одну административную единицу — Малоритский район.
30 июня 2022 года стал районом побратимом Данковского района Липецкой области.

## Население
| 1995    | 1996    | 2001    | 2002    | 2003    | 2004    | 2005    | 2006    | 2007    |
| ------- | ------- | ------- | ------- | ------- | ------- | ------- | ------- | ------- |
| 29 100  | ↗29 800 | ↘28 700 | ↘28 426 | ↘28 190 | ↘27 920 | ↘27 543 | ↘27 171 | ↘26 858 |
| 2008    | 2009    | 2009    | 2010    | 2011    | 2012    | 2013    | 2014    | 2015    |
| ↘26 505 | ↘26 239 | ↘25 780 | ↘25 769 | ↘25 435 | ↘25 107 | ↘24 840 | ↘24 667 | ↘24 450 |
| 2016    | 2017    | 2018    | 2019    | 2019    | 2020    | 2021    | 2022    | 2023    |
| ↘24 265 | ↘24 184 | ↘24 033 | ↘23 911 | ↘23 828 | ↘23 801 | ↘23 583 | ↘23 261 | ↘22 979 |
| 2024    | 2025    |         |         |         |         |         |         |         |
| ↘22 614 | ↘22 213 |         |         |         |         |         |         |         |

Численность населения — 22 213 человек (на 1 января 2025 года), в том числе городское — 12 593 человек (Малорита — 12 593 человек), сельское — 9 620 человек.
Численность населения — 22 979 человек (на 1 января 2023 года), в том числе в городских условиях (Малорита) проживают — 12 850 человек, в сельских — 10 129 человек.
Население района составляет 24 306 человек (на 1 января 2018 года).
На 1 января 2018 года 20,9% населения района было в возрасте моложе трудоспособного, 53,2% — в трудоспособном, 25,9% — старше трудоспособного. Коэффициент рождаемости в 2017 году — 12,2 (родилось 297 детей), смертности — 14 (умер 341 человек). В 2017 году в районе были заключены 151 брак (6,2 на 1000 человек) и 59 разводов (2,4).

## Административное деление

Сельские Советы Малоритского района

Район включает: 78 населённых пунктов (см. список), 8 сельсоветов:
- Великоритский
- Гвозницкий
- Луковский
- Мокранский
- Олтушский
- Ореховский
- Хотиславский
- Чернянский

Упразднённые сельсоветы:
- Малоритский[23]

## Экономика
Выручка от реализации продукции, товаров, работ, услуг за 2017 год составила 147,4 млн рублей (около 74 млн долларов), в том числе 62,9 млн рублей пришлось на сельское, лесное и рыбное хозяйство, 48 млн на промышленность, 13,4 млн на строительство, 20,4 млн на торговлю и ремонт.

### Промышленность
В Малорите имеются предприятия пищевой промышленности, в частности, овощесушильное предприятие (ОАО «Малоритский консервноовощесушильный комбинат», в 2018 году произвёл продукции на 20,9 млн рублей — ок. 10 млн USD). В окрестностях Хотислава действует предприятие по производству строительных материалов СЗАО «Кварцмелпром» (входит в группу «Трайпл»).

### Сельское хозяйство
В 2017 году сельскохозяйственные организации района собрали 34,1 тыс. т зерновых и зернобобовых культур при урожайности 25,1 ц/га. Под зерновые культуры в 2017 году было засеяно 13,8 тыс. га пахотных площадей, под кормовые культуры — 15,3 тыс. га.
На 1 января 2018 года в сельскохозяйственных организациях района содержалось 36,4 тыс. голов крупного рогатого скота, в том числе 12,8 тыс. коров. В 2017 году сельскохозяйственные организации района реализовали 4,3 тыс. т мяса скота и птицы и произвели 73,4 тыс. т молока.

## Транспорт
Через район проходят железная дорога «Брест—Ковель». На автодорогах расположены два пограничных перехода.
| Автодороги проходящие через Малоритский район | Обозначения |
| --------------------------------------------- | ----------- |
| Кобрин — граница Украины (Мокраны)            | М12 E 85    |
| Брест — граница Украины (Олтуш)               | Р17         |

## Здравоохранение
3 больницы на 200 кроватей, поликлиника, 5 амбулаторий, 10 фельдшер-акушерских пунктов.

## Культура и образование
14 дошкольных учреждений, 1 начальная, 2 базовые и 12 средних школ, 5 учреждений типа средняя школа-сад, социально-педагогический центр с приютом, учебно-методический кабинет, центр внешкольной работы, детско-юношеская спортивная школа, школа искусств.
В 2017 году в районе насчитывалось 21 учреждение дошкольного образования, которые обслуживали 1160 детей. В 20 учреждениях общего среднего образования в 2017/2018 учебном году обучались 3075 детей, учебный процесс обеспечивали 444 учителя. В Малорите действует государственный аграрный колледж (ранее-профессиональный лицей сельскохозяйственного производства).
В 2016 году в Малоритском районе действовало 20 публичных библиотек с фондом 238,3 тыс. экземпляров книг и журналов. Численность пользователей составила 11,6 тыс. человек, было выдано 209,4 тыс. экземпляров книг и журналов.
Действуют 29 клубных учреждений, 1 киноустановка.
В 2020 году традиция выпекания гречневого хлеба Малоритского района была признана объектом историко-культурного наследия Республики Беларусь.

### Музеи
- Историко-краеведческий музей ГУО "Великоритская средняя школа имени П. В. Саевича" в аг. Великорита
- Краеведческий музей ГУО "Мельникская базовая школа" в д. Мельники
- Историко-краеведческий музей ГУО "Радежская средняя школа" в д. Радеж
- Историко-краеведческий музей ГУО "Олтушская средняя школа" в аг. Олтуш
- Исторический музей ГУО "Збуражский учебно-педагогический комплекс детский сад-средняя школа" в д. Збураж
- Историко-краеведческий музей ГУО "Ореховская средняя школа" в аг. Орехово
- Литературный музей А. С. Пушкина ГУО "Ореховская средняя школа" в аг. Орехово

## Достопримечательности

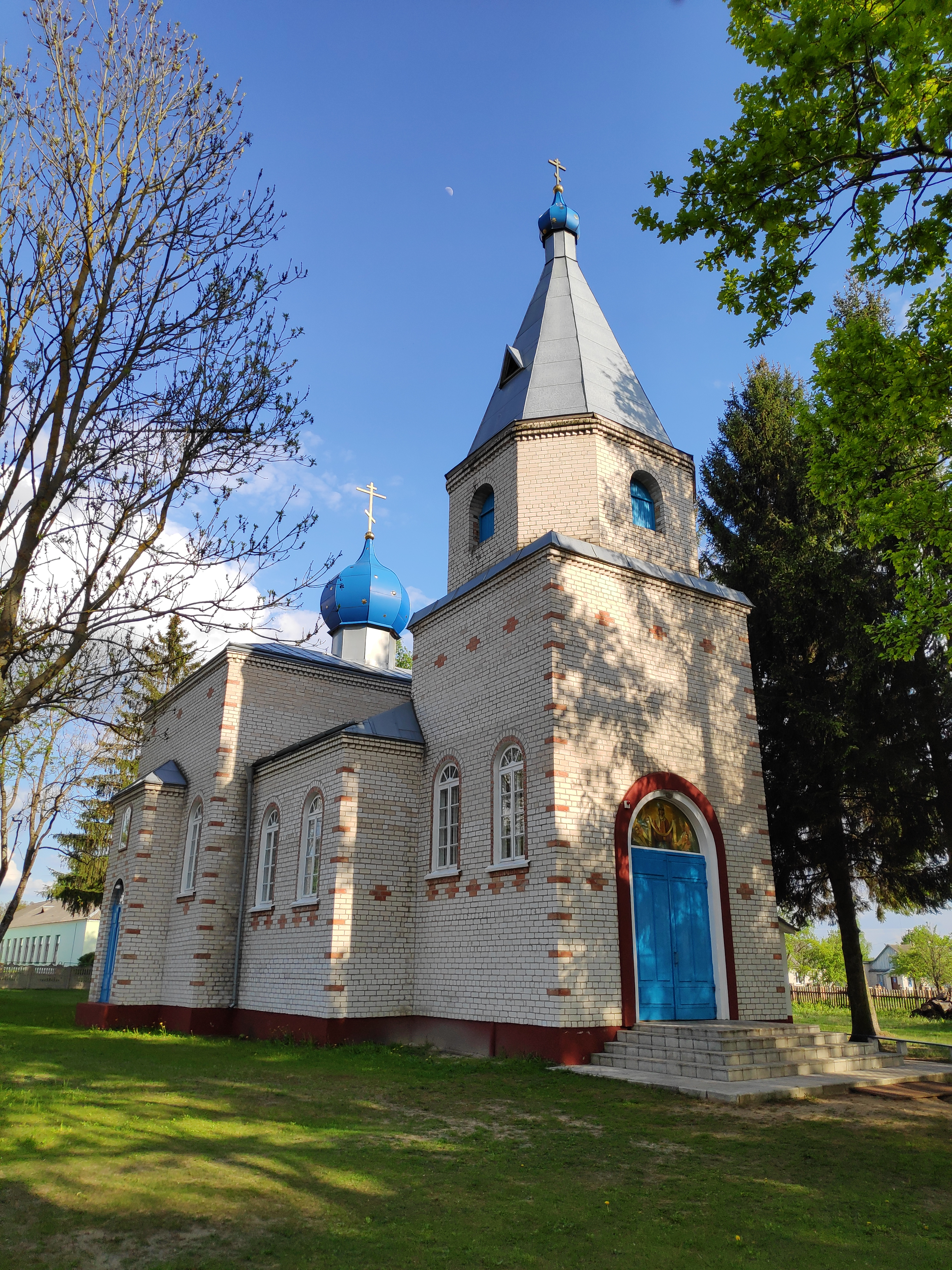
Покровская церковь в д. Збураж

- Свято-Ильинская церковь (2089) в аг. Великорита
- Фрагменты усадьбы Ягминов в аг. Великорита
- Спасо-Преображенская церковь (1783) в аг. Олтуш
- Свято-Алексиевская часовня (1872) в аг. Олтуш
- Покровская церковь (1993) в д. Збураж
- Свято-Покровская церковь 1792 г. и 1998 г. в аг. Орехово
- Православная успенская церковь (1816) в аг. Гвозница
- Часовня на полуострове в аг. Луково
- Луковское водохранилище в аг. Луково
- Спасо-Преображенская церковь (1799) в аг. Хотислав
- Часовня Святого Онуфрия в аг. Хотислав
- Каменное здание почтовой станции (середина XIX века) в аг. Мокраны
- Православная церковь Рождества Богородицы (1997) в аг. Мокраны
- Церковь Рождества Богородицы (1713) в аг. Ляховцы
- Свято-Николаевская церковь (1835) в аг. Ляховцы
- Спасо-Пречистенская церковь (1871) в аг. Черняны
- Свято-Николаевская церковь в д. Замшаны
- Церковь Рождества Богородицы (1671) — памятник архитектуры народного зодчества в д. Доропеевичи
- Каменный крест — археологический памятник в д. Доропеевичи
- Православная часовня св. Иоанна Богослова (1823) в д. Бродятин

### Памятник, скульптура
- Памятный знак полководцу А. В. Суворову в память о событиях 1772 года в аг. Орехово

### Памятник природы, заказник
- Царь-дуб — самое древнее дерево дуба обыкновенного в Беларуси. Возраст свыше 800 лет, высота 46 м, диаметр ствола 2,14 м. Находится в Пожежинском лесничестве (в 2 км от железнодорожной станции «Пожежин», в 5 км к востоку от деревни Новое Роматово). Ботанический памятник природы республиканского значения.
- Пожежинские ельники — памятник природы республиканского значения (с 1963 года). Находится в Пожежинском лесничестве.
- Валун «Большой камень «Питемский» — геологический памятник природы республиканского значения в д. Богуславка.
- «Хмелевка» — заказник местного значения
- «Гусак» — заказник местного значения

## Галерея

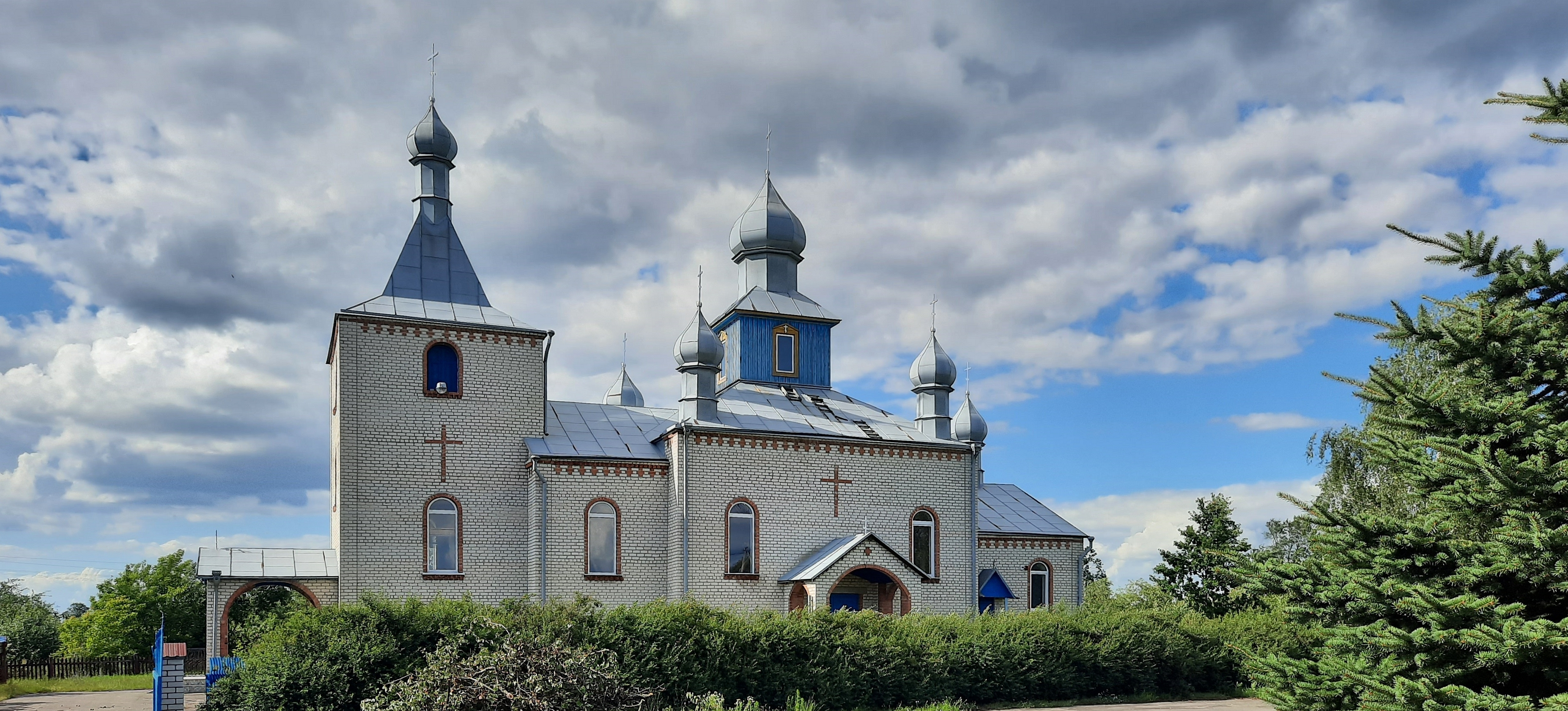
Свято-Ильинская церковь в Великорита
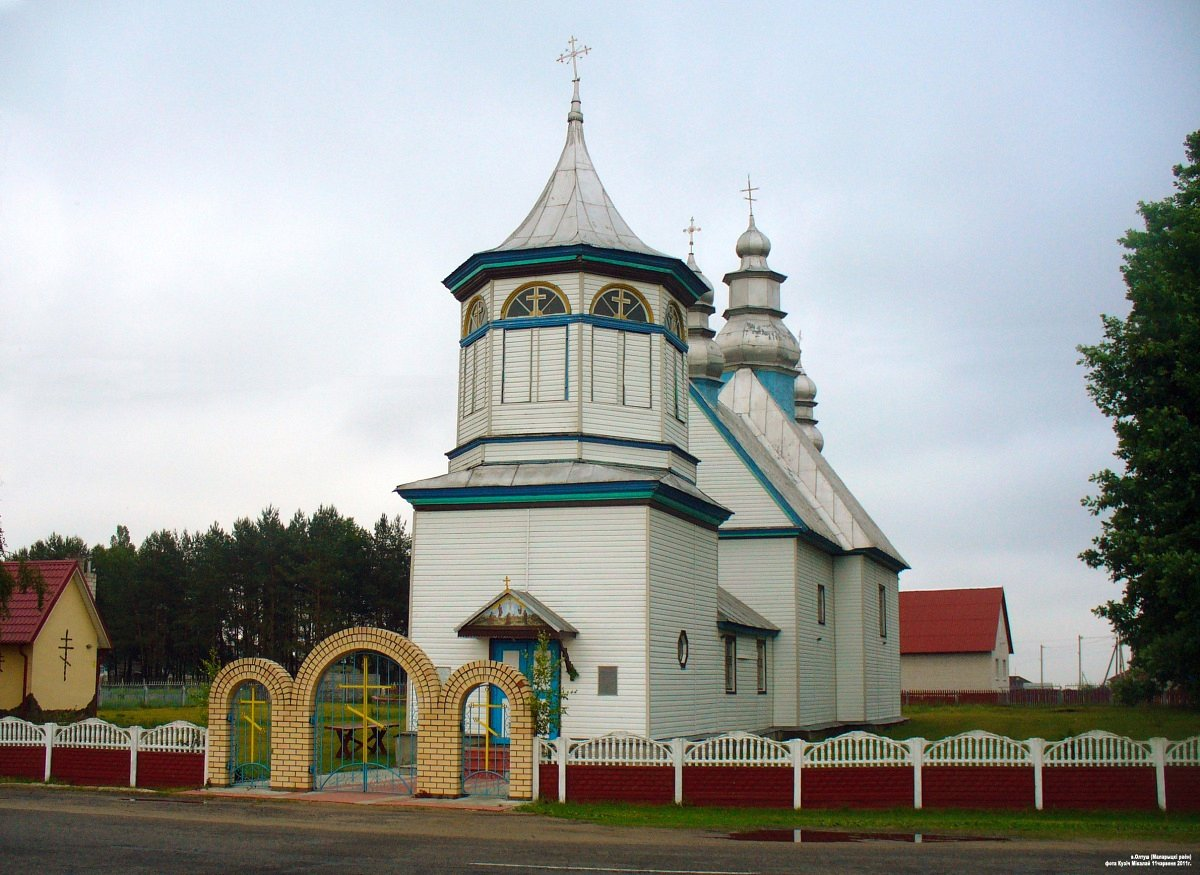
Спасо-Преображенская церковь в Олтуш
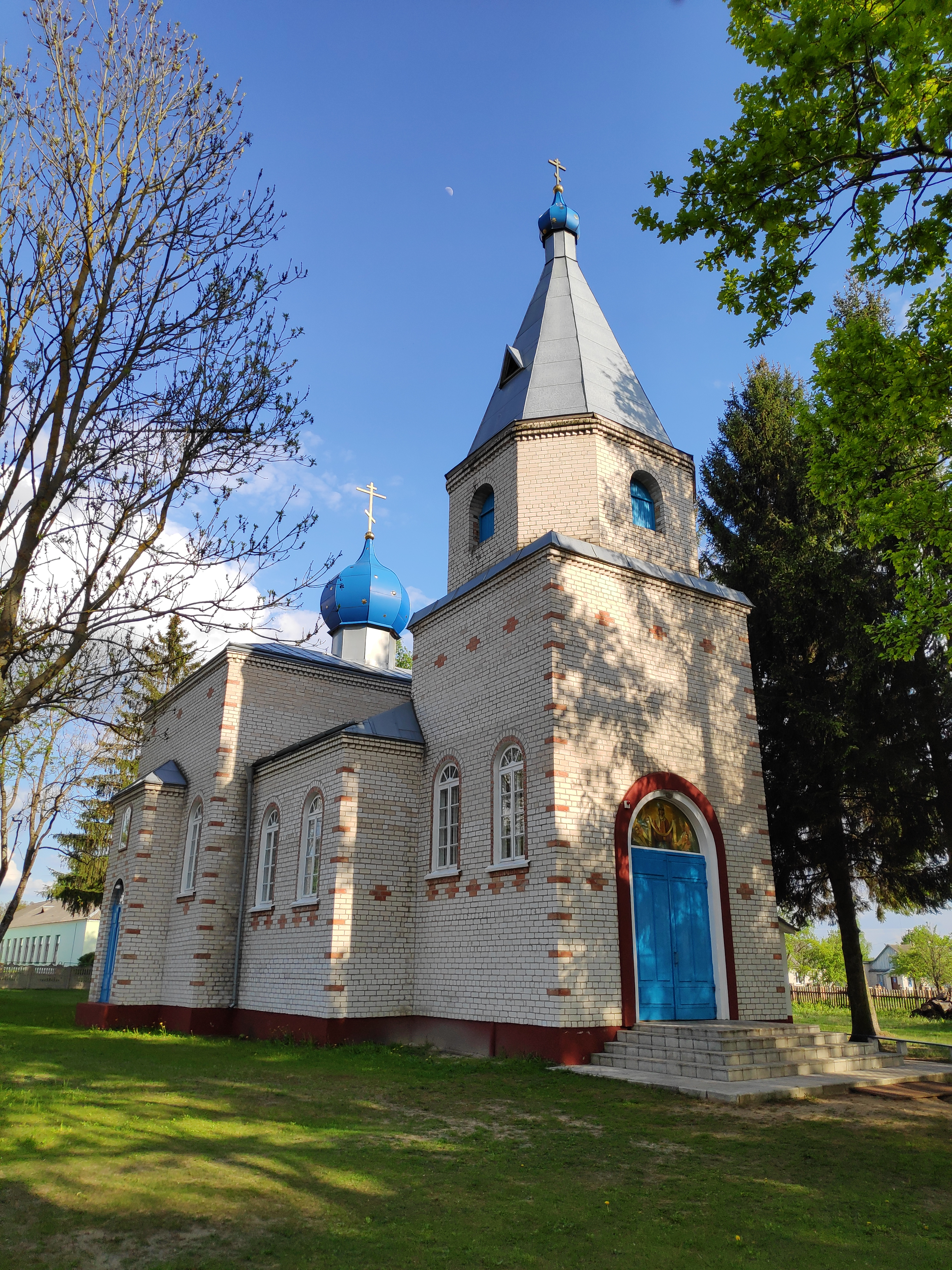
Покровская церковь в Збураж
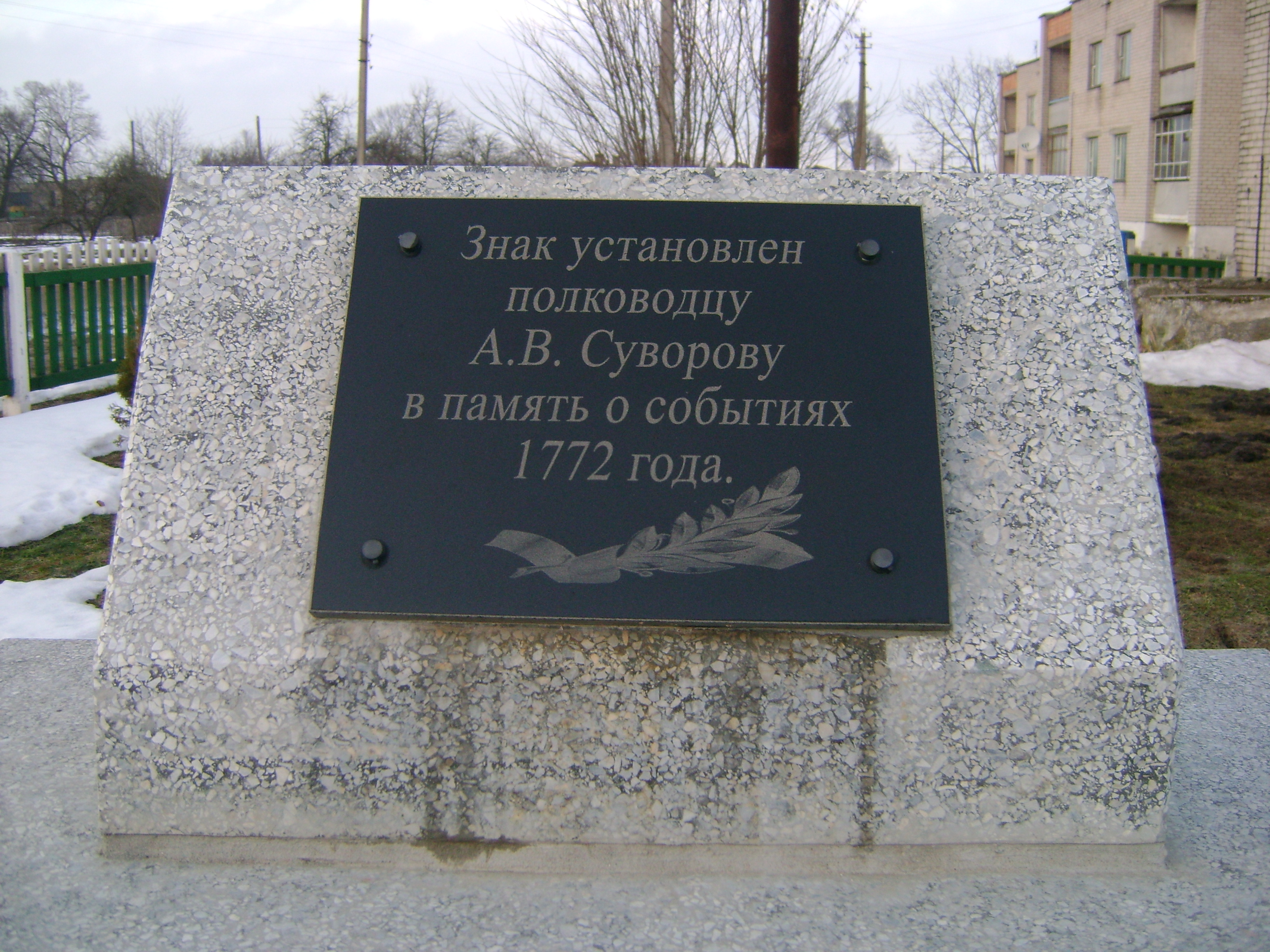
Памятный знак полководцу А. В. Суворову в память о событиях 1772 года Орехово
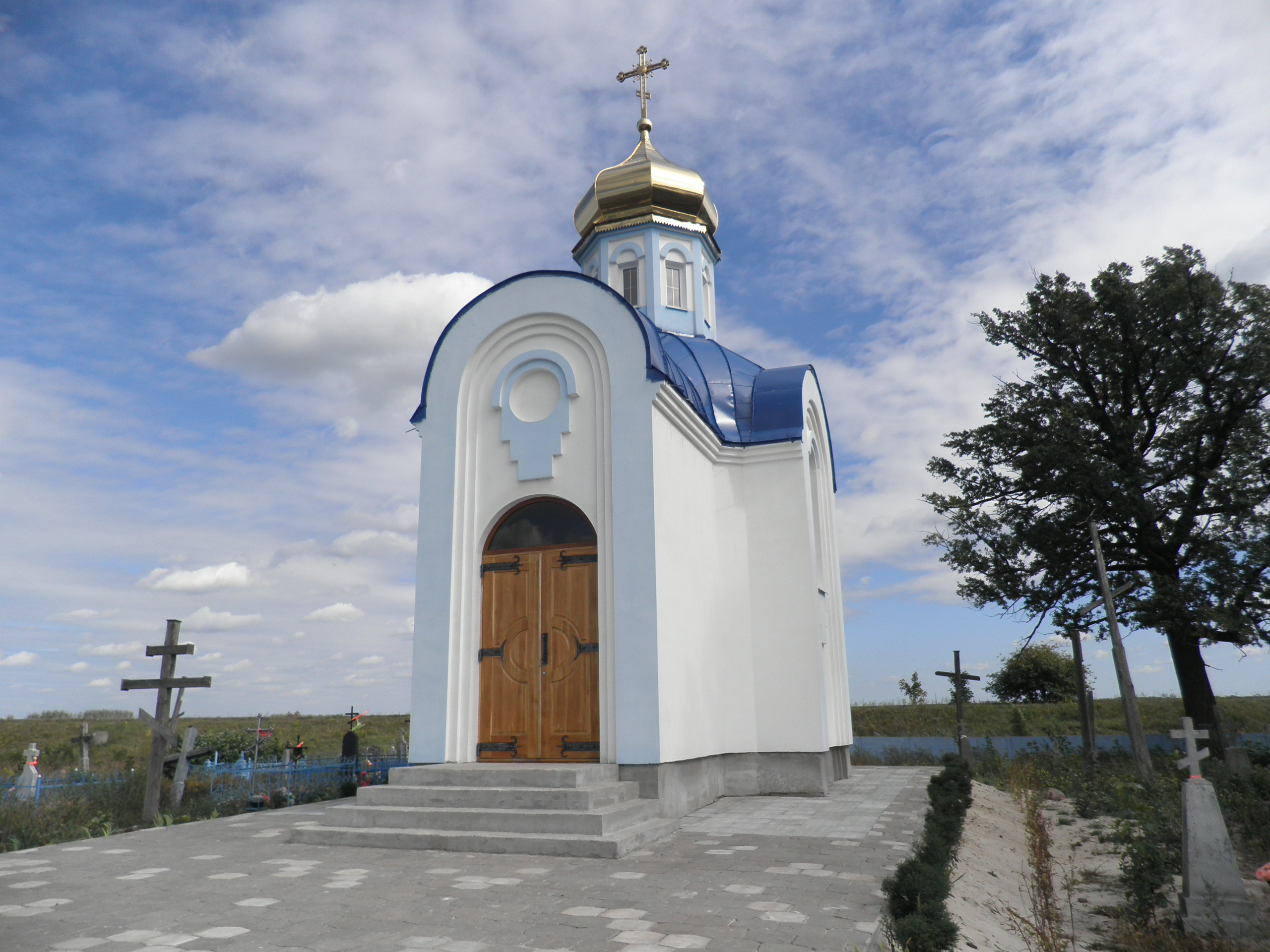
Часовня на полуострове в Луково
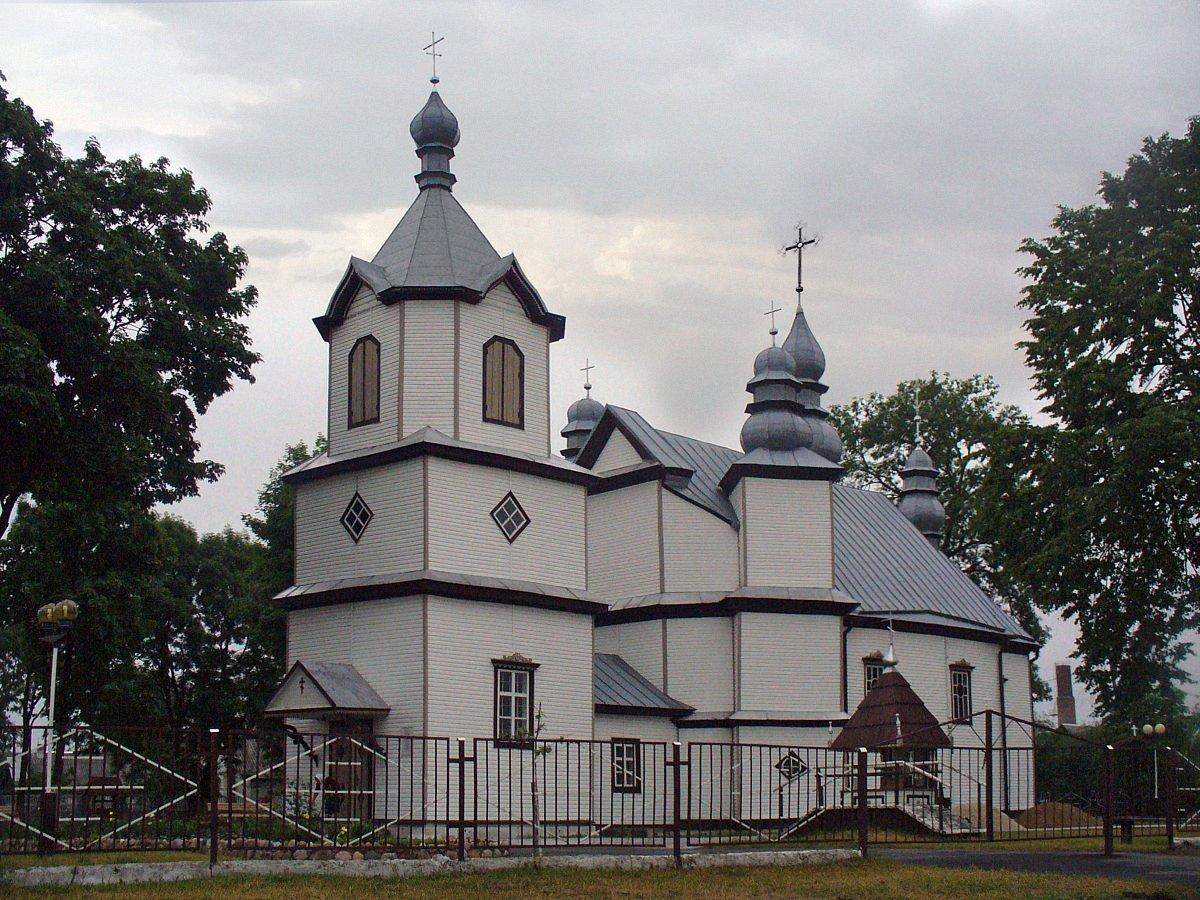
Спасо-Преображенская церковь в Хотислав
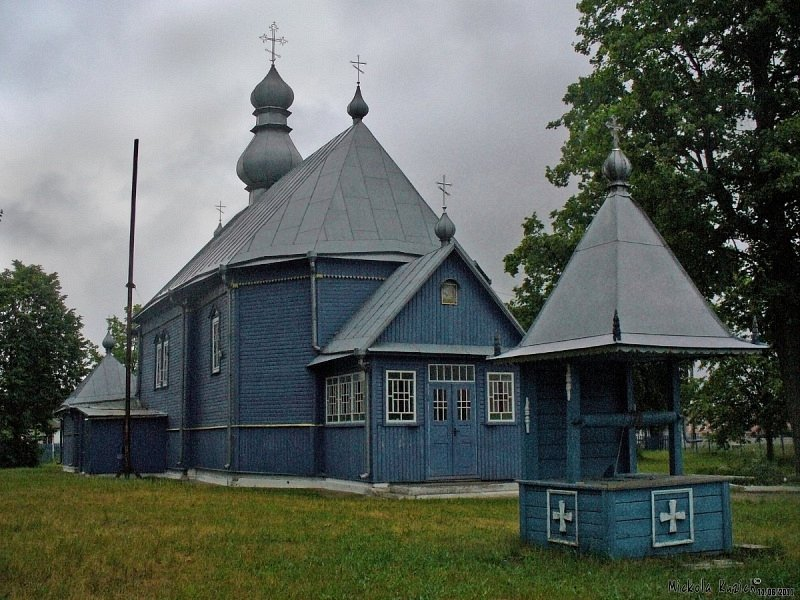
Церковь Рождества Богородицы в Ляховцы
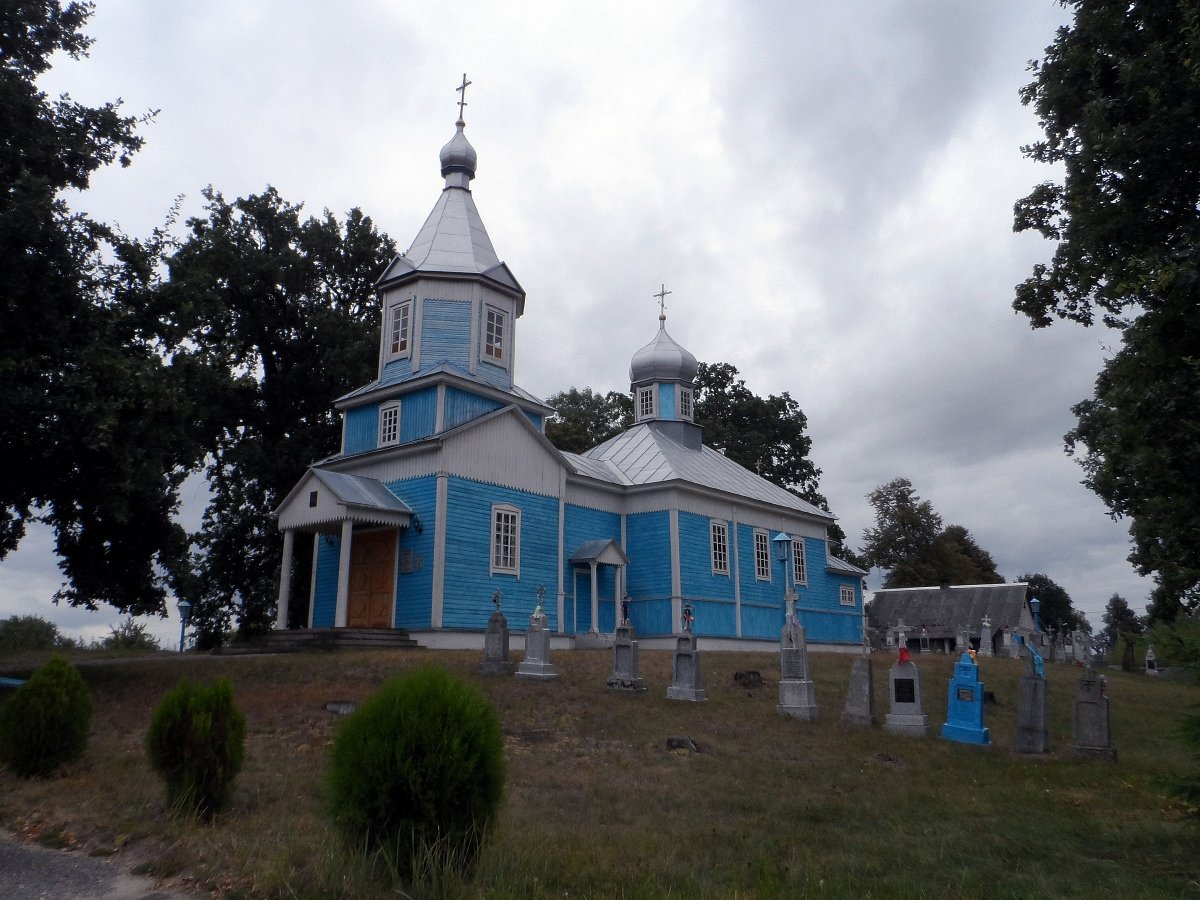
Спасо-Пречистенская церковь в Черняны
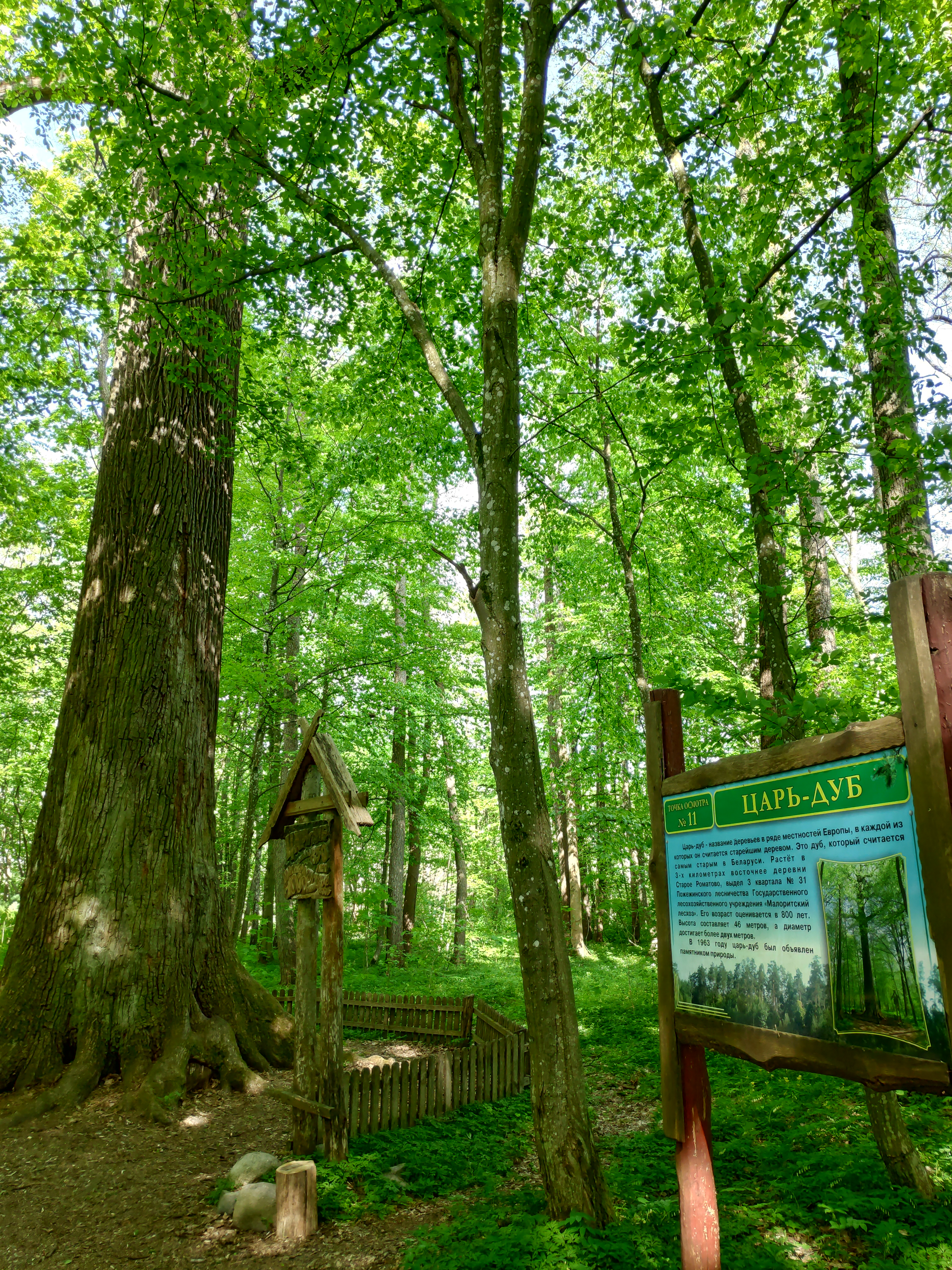
Царь-дуб в Пожежин
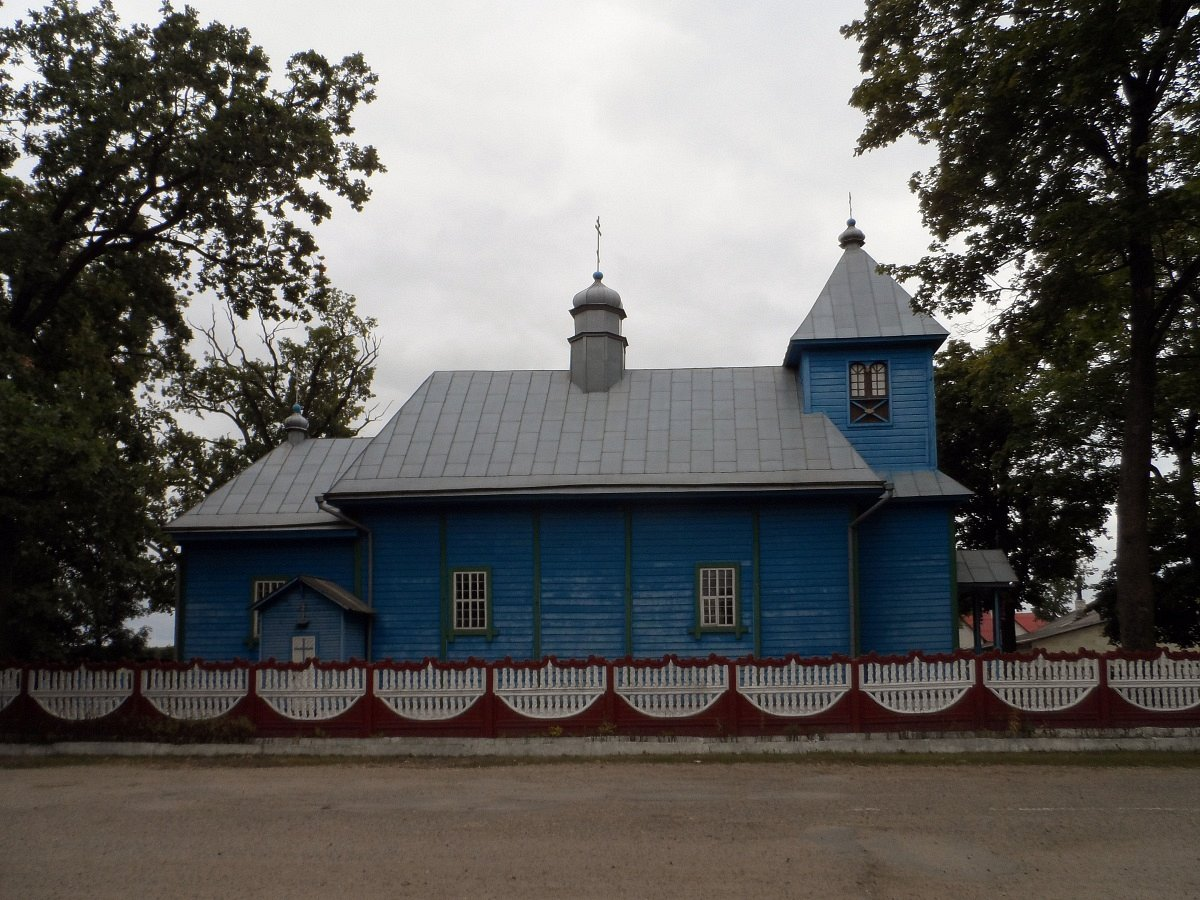
Церковь Рождества Богородицы в Доропеевичи
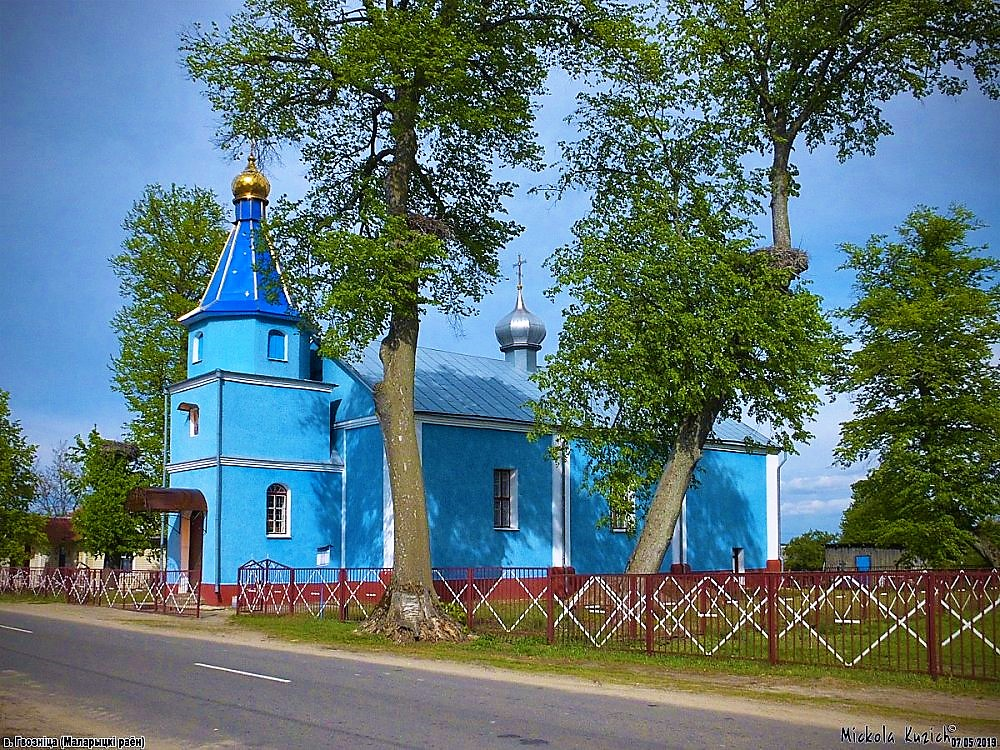
Успенская церковь в Гвозница

## В филателии и нумизматике
- 11 октября 2011 года Министерство связи и информатизации Республики Беларусь выпустило в обращение почтовая марка «Костюм Малоритского района» из серии «Белорусская народная одежда»[37].

## СМИ
Малоритская районная газета «Голас часу».